# نيوست
نيوست (بالكورية: 뉴이스트 : اختصار من N ~جديد~، E ~إنشاء~، S ~ستايل~ وT ~الإيقاع~) هي فرقة فتيان من كوريا جنوبية، مكونه من 5 أعضاء، بالإضافة إلى نشاطات في الصين وتسمى نيوست ام مع عضو 6 اسمه جيسن، الفرقة مقسمة إلى nu'est-m و nu'est وأول ظهور لهم في 15 مارس 2012.

## قبل ظهورهم الأول
- كان يعرفون في البداية باسم فتيان Pledis.
- ظهرو لأول مره الاعضاء آرون، Minhyun، رين وكانوا راقصين لدعم MV افتر سكول..
JR- كان اسمهJR بانكوك بوي بعد أن ظهر في كليب أورانج كراميل بانكوك..
- ظهرMinhyun في كليب اورانج كراميل Shanghai Romance.
- قدمت الفرقة ظهورها الرسمي الثاني في 29 ديسمبر 2011، في تقديم عرض افتر سكول في SBS Gayo Daejun
- في 16 يناير، 2012 كشفت Pledis الترفيه JR قائدNU'EST.في اليوم التالي، كشفت عضوين جديدين، وهم Minhyun وآرون.
و في 19 يناير وأخيرا الفرقة بأكملها من خلال الكشف عن هوية أعضائها الأخيرين، Baekho ورين.

## بعد الظهور
- كان أول ظهور لهم على NU'ESTM
MNET العد التنازلي في 15 مارس 2012،
مع أغنية' "Iam sorry" و" Face".
- ظهرو لأول مرة في music bank في 16 مارس..
و Music Core في 17، وInkigayo يوم 18 مارس.
في 21 مارس، الحلقة الأولى من برنامج واقع NU'EST ، " Making of a Star"
قامو والأولاد بزيارة أجزاء مختلفة من البلاد للاستيلاء على قلوب المشجعين، وكذلك تنفيذ مختلف المهام، جنبا إلى جنب مع المشجعين.. البلاد الذي ذهبو اليها هي تيلاندا والصين وتركيا واليابان وكوريا وأمريكا واسبانيا

## الاعضاء
| الاسم بالعربي | The English name | مسقط الرأس                      | الجنسية               |  |
| ------------- | ---------------- | ------------------------------- | --------------------- |  |
| ارون          | aron             | أمريكا من لويس انجلس من كيفوريا | الجنسية: كوري وأمريكي |  |
| جي ار         | jr               | كوريا الجنوبية من جوانغ دو      | الجنسية: كوري         |  |
| بيكهو         | Baekho           | كوريا الجنوبية من جيجو          | الجنسية: كوري         |  |
| مينهون        | minhyun          | كوريا الجنوبية من بوسان         | الجنسية: كوري         |  |
| رين           | ren              | كوريا الجنوبية من بوسان         | الجنسية: كوري         |  |

## وصلات خارجية
- نيوست على موقع ميوزك برينز (الإنجليزية)
- نيوست على موقع ديسكوغز (الإنجليزية)
- الموقع الرسمي